# Korta
La Korta (in russo Корта?), o Bol'šaja Korta (Большая Корта; in lingua selcupa: Ко́рту) è un fiume della Russia, nella Siberia occidentale, affluente di destra dell'Ob'. Scorre nei rajon Verchneketskij, Molčanovskij, Kolpaševskij e Čainskij dell'oblast' di Tomsk. 
Il fiume ha origine nell'interfluvio dei fiumi Čulym e Ket' e scorre in direzione sud-occidentale. Per quasi tutto il suo corso porta il nome di Bol'šaja Korta, a 22 km dalla foce, quando riceve da sinistra l'affluente Malaja Korta (lungo 59 km), prende il nome di Korta. La sua lunghezza è di 135 km. L'area del bacino è di 1760 km². Sfocia nell'Ob' a 2484 km dalla foce..